# Surrénalectomie

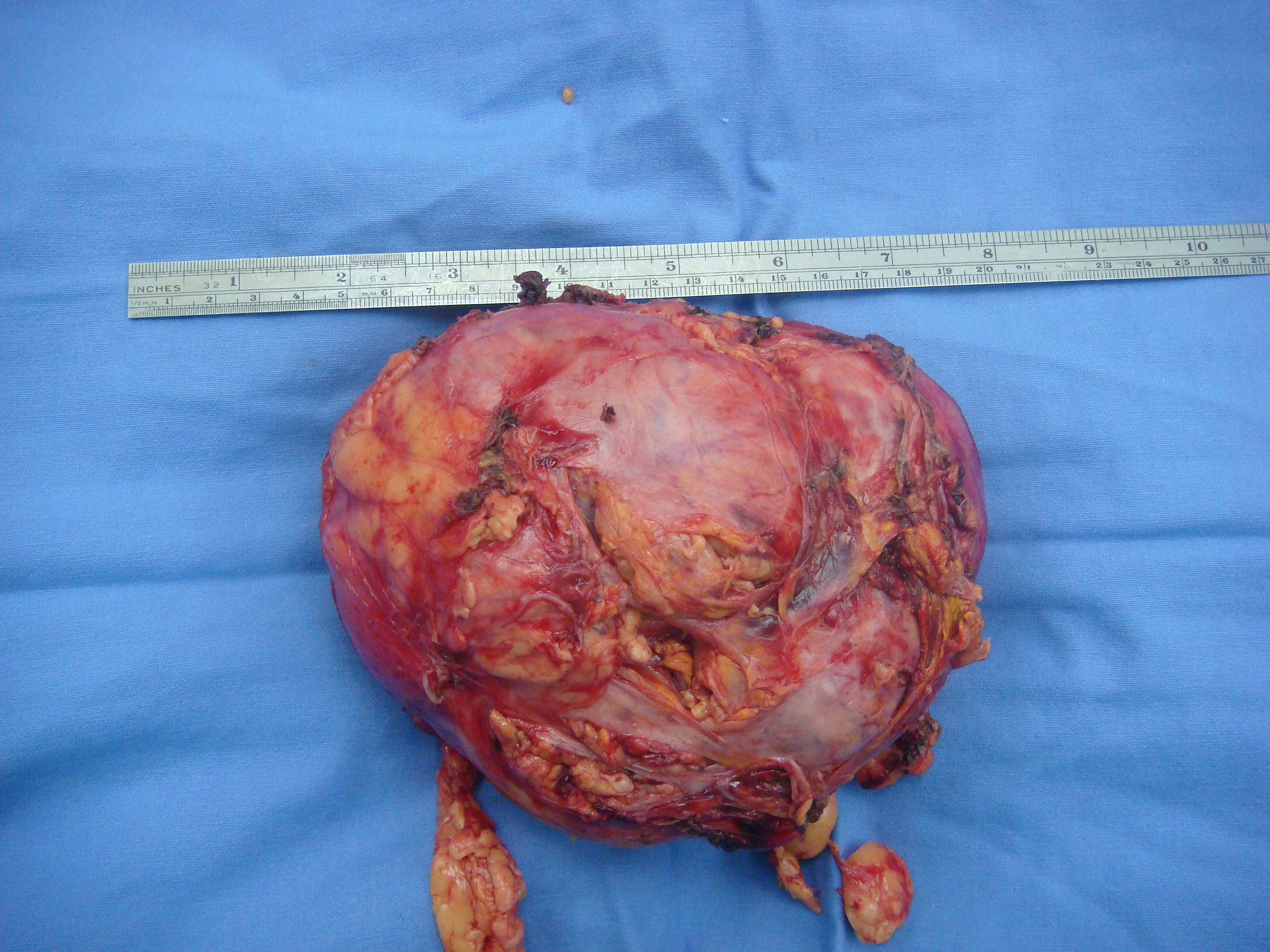
Tumeur surrénale

La surrénalectomie est l'ablation chirurgicale d'une ou des deux (surrénalectomie bilatérale) glandes surrénales. Elle est généralement conseillée aux patients atteints de tumeurs des glandes surrénales. La procédure peut être effectuée en utilisant une incision ouverte (laparotomie) ou une technique laparoscopique.
Si les deux glandes surrénales sont retirées, le sujet nécessite une supplémentation à vie de stéroïdes ou de cortisone et d'hydrocortisone. La dose doit être augmentée en cas de stress.